# Dyspteris inaequaria
Dyspteris inaequaria là một loài bướm đêm trong họ Geometridae.